# دنیاگیری کووید-۱۹ در جمهوری ایرلند
دنیاگیری کووید-۱۹ در جمهوری ایرلند بخشی از دنیاگیری بیماری کروناویروس ۲۰۱۹ در جهان است. 
اولین مورد تأیید شده در یونان در ۲۹ فوریه ۲۰۲۰ در شهر دوبلین اعلام شد.

## یاداشت‌ها
1. ↑  Total Doses Administered